# Aliboron

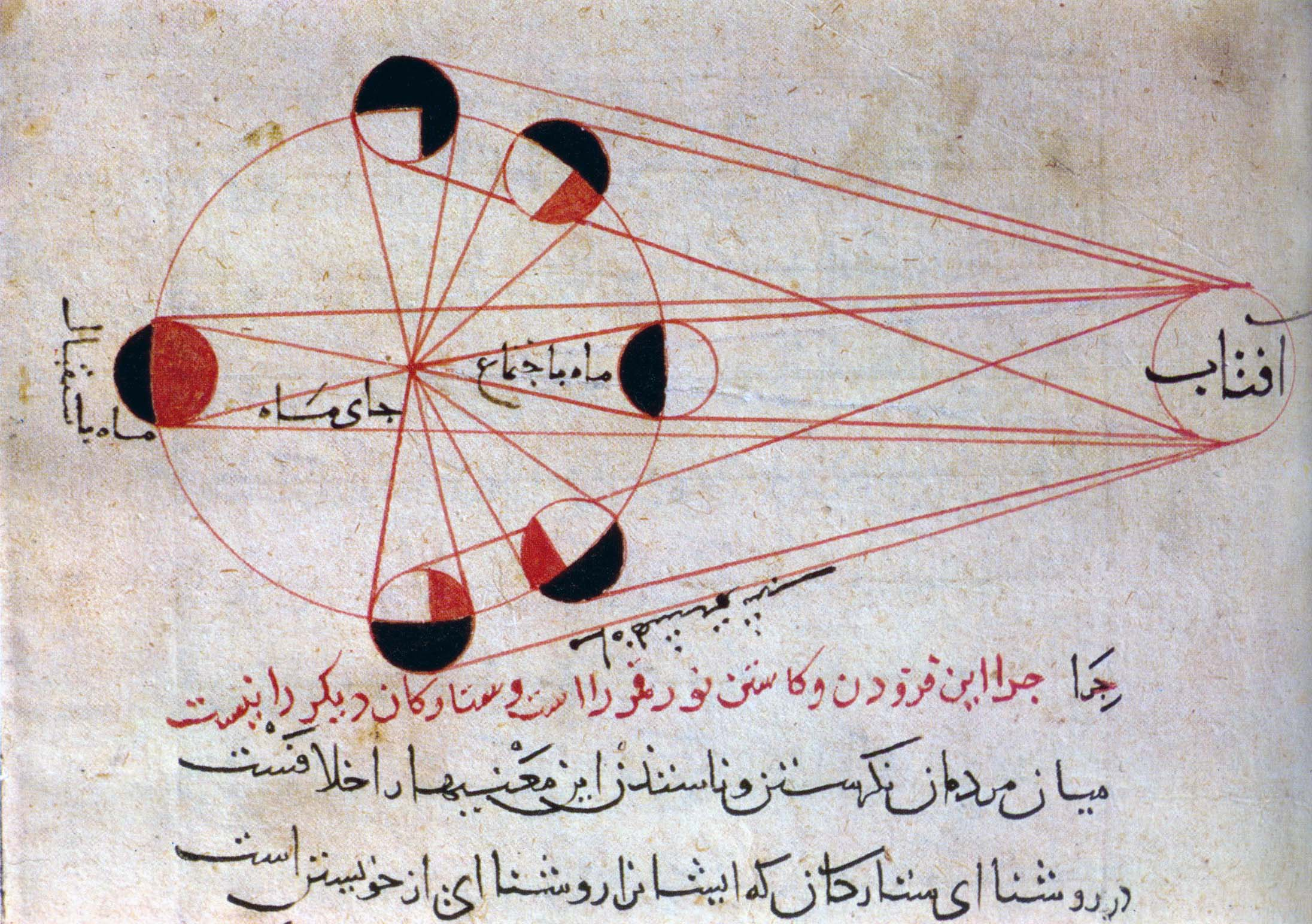
Ilustrace fází Měsíce ze středověkého rukopisu al-Birúního. Napravo je zobrazeno Slunce, zcela nalevo je Měsíc v úplňku. Ve středu šesti měsíčních fází by měla být zobrazena Země, která ale chybí.

Aliboron (někdy též Abú ar Rajhán nebo al-Birúní) (15. září 973 – 13. prosince 1048), celým vlastním jménem Muhammad Abú ar Rajhán al-Birúní, byl perský astrolog, astronom, filosof, lékař, matematik, historik, kartograf a cestovatel pocházející z Chórezmu na území dnešního Uzbekistánu.
Pro jeho práce o Indii bývá pokládán za „otce indologie“; za svůj příspěvek k vědám o Zemi včetně geografie bývá nazýván i „otcem geodézie“.

## Biografie
Vystudoval arabské islámské právo a ovládal i řečtinu, syrštinu a sanskrt. Čtyřicet let studoval v Indii, na svých cestách se dostal až k hranicím Evropy. Zabýval se aritmetikou, kombinatorikou, iracionálními čísly a geometrií. Ve svých filosofických pracích vycházel z podrobné znalosti Aristotelova díla. Vypočítal na svou dobu velmi přesně rozměry Země a byl přesvědčen o tom, že Země rotuje kolem své osy a obíhá kolem Slunce. Znal také fakt, že rychlost světla je mnohonásobně větší, než rychlost zvuku.
V roce 1030 sepsal o indických heliocentrických teoriích spis Tárích al-Hind („Indické kroniky“). Vycházel přitom ze znalosti spisů indického astrologa Árjabhaty (5. století) a jeho následovníků. Věnoval se také botanice a farmakologii.